# Добрачинский, Ян
Ян Добрачинский (пол. Jan Dobraczyński; 20 апреля 1910, Варшава — 5 марта 1994, там же) — польский писатель и журналист, католический активист, государственный деятель.

## Биография
С 1928 года начал учения на Варшавском университете, однако в 1932 году окончил Высшую торговую школу. Он затем работал служащим социальной защиты в Варшаве и Люблине, позднее в бюро Общества польских коммерсантов. В этом периоде остался членом Национально-демократической партии и начал журналистскую работу в газетах этой партии и католических, поступил тоже в Объединение католических писателей. Участник Сентябрьской кампании 1939 г. и Варшавского восстания, активист Совета помощи евреям «Жегота».
После войны член организации светских католиков Ассоциация «ПАКС», Общества польско-советской дружбы, ПЕН-клуба и Союза польских писателей. С 1952 года депутат Сейма Польской Народной Республики. Председатель Патриотического движения национального возрождения, существовавшего в 1982—1989 годах.
Похоронен на кладбище Старые Повонзки в Варшаве.

## Творчество

### Проза
- Ottonowa obietnica (1938), исторический роман
- W rozwalonym domu (1946), роман
- Najeźdźcy część (1946—1947), роман
- Dwa stosy (1947), роман
- Mocarz (1947), исторический роман
- Straszny dom (1947), рассказы
- Szata godowa (1947), роман
- Wybrańcy gwiazd (1948), исторический роман
- Święty miecz (1949), исторический роман
- Największa miłość (1950), рассказы
- Klucz mądrości (1951), исторический роман
- «Письма Никодима» — Listy Nikodema (1952), исторический роман
- Drzewa chodzące (1953), исторический роман
- Kościół w Chochołowie (1954), исторический роман
- Opowiadania (1955), рассказы
- Pustynia (1955), исторический роман
- Dwudziesta brygada (1956), исторический роман
- A znak nie będzie mu dany (1957), роман
- Przyszedłem rozłączyć (1959), исторический роман
- Dłonie na murze (1960), роман
- Niezwyciężona armada (1960), исторический роман
- «Вычерпать море» — Wyczerpać morze (1961), НФ-роман
- Piąty akt (1962), исторический роман
- Judyta i klocki (1963), повесть
- Niepotrzebni (1964), роман
- Błękitne hełmy na tamie (1965), роман
- Spalone mosty (1969), роман
- Doścignięty (1967), роман
- Marcin powraca z daleka (1967), роман
- Truciciele (1974), роман
- Bramy Lipska (1976), исторический роман
- «Тень Отца» — Cień Ojca (1977), исторический роман
- Samson i Dalila (1979), исторический роман
- Małżeństwo Anny (1981), роман
- Dzieci Anny (1983), роман
- Ewa (1985), рассказы
- Grom uderza po raz trzeci (1985), исторический роман
- Kto was zabije… (1985), исторический роман
- «Мир пепла» — Świat popiołów (1986), НФ-роман
- Ptaki śpiewają, ryby słuchają (1987), исторический роман
- Magdalena (1988), исторический роман
- Spadające liście (2010), исторический роман

### Пьеса
- Przędziwo Jolanty (1948)

### Сценарий
- Miasteczko (1958), кинофильм
- Karino (1974), телесериал
- Karino (1976), кинофильм
- W cieniu nienawiści (1985), кинофильм

## Признание
- 1944 — Серебряный Крест Заслуги с мечами.
- 1951 — Золотой Крест Заслуги.
- 1954 — Офицерский крест Ордена Возрождения Польши.
- 1969 — Командорский крест Ордена Возрождения Польши.
- 1970 — Государственная премия ПНР 2-й степени.
- 1977 — Награда Министра культуры и искусства ПНР 1-й степени.
- 1979 — Награда председателя «Комитета в дела радио и телевидение» 1-й степени.
- 1982 — Орден «Знамя Труда» 1-й степени.
- 1984 — Орден Строителей Народной Польши.
- 1985 — Серебряный крест Ордена Virtuti Militari.
- 1985 — Орден «Звезда дружбы народов» в золоте (ГДР)[1].
- 1986 — Государственная премия ПНР 1-й степени.
- 1993 — Медаль праведника мира[2].